# Milagros Germán
Milagros Consuelo Germán Olalla, conosciuta come La Diva, (Ciudad Trujillo, 29 dicembre 1958), è una conduttrice televisiva, attrice e politica dominicana, dal 2021 Ministro della Cultura della Repubblica Dominicana dopo essere stata portavoce del Presidente della Repubblica Luis Abinader (2020-2021). È stata Miss Repubblica Dominicana 1980, Regina internazionale del caffè 1981 e Miss America Latina e rappresentante della Repubblica Dominicana nel concorso Miss Universo 1980. Conduce il suo programma televisivo chiamato Chévere Nights, insieme ai presentatori José Guillermo Cortines e Irving Alberti su Telesistema, canale 11. È nota per i suoi monologhi a favore di cause sociali.

## Biografia

### La televisione
Ha iniziato in televisione con la conduttrice Mariasela Álvarez nel 1991, nel programma Con los ojos abiertos, andato in onda per 4 anni. Successivamente, Germán ha avviato il suo progetto televisivo, Con Milagros Germán e più tardi Tarde en la Noche con Milagros, iniziato sull'emittente televisiva Telecentro. A quel punto Milagros era già molto popolare.
Nel 1994 inizia a lavorare con Freddy Beras Goico, El Gordo come affettuosamente soprannominato dal suo pubblico, nel programma Con Freddy y Milagros, andato in onda tre anni. È stato lo spettacolo in prima serata più visto.
Il 29 settembre 2003, Germán ha iniziato la sua produzione originale Chévere Nights, un programma televisivo anche in "prima serata" e diventato il programma con il maggior numero di ascolti della televisione dominicana da oltre 15 anni. Artisti come Luis Fonsi, Enrique Iglesias, Julio Iglesias, Paloma San Basilio, Víctor Manuelle, Juan Luis Guerra, Raphael dalla Spagna, Cirque Elóize e personalità come Karim Mella, il primo domenicano a raggiungere la vetta dell'Everest, hanno preso parte al programma. Vi hanno partecipato anche Iván Gómez e Federico Jovine, presentatori e artisti dominicani come Nuryn Sanlley, Freddy Beras Goico e Jatna Tavárez.

### Il cinema
Milagros si avventura quindi nel cinema con il film La Maldición del Padre Cardona, scritto e diretto da Félix Germán. Ha partecipato a film internazionali come La Fiesta del Chivo , “Quién Manda?” e nel 2018 nel film "Qué León" con Ozuna e Clarissa Molina.
Durante la campagna elettorale del candidato alla presidenza del Partito Rivoluzionario Moderno (PRM) Luis Abinader, Germán è salita alla ribalta dell'opinione pubblica come una dei possibili candidati ad occupare la vicepresidenza.

### Ministro della Cultura
Il 10 luglio 2020 è stato annunciato tramite l'account Twitter del presidente eletto della Repubblica Dominicana, Luis Abinader, che Germán sarebbe stata nominata direttore delle comunicazioni e portavoce della presidenza. Germán è la prima donna a ricoprire questo incarico. Il 6 settembre 2021 è stata sostituita dall'incarico ed è stata nominata Ministro della Cultura.

## Vita privata
Germán ha sposato il politico Hatuey De Camps, dal quale ha avuto 3 figli: Milagros Marina, Álvaro e Andrea.
È una sopravvissuta al cancro al seno, un'esperienza che ha utilizzato per aiutare altre persone con gli stessi problemi e promuovere la prevenzione di questo tipo di malattia.